# CONSUR Sevens
CONSUR Sevens – oficjalny międzynarodowy turniej rugby 7 o zasięgu kontynentalnym, organizowany przez Sudamérica Rugby (dawniej Confederación Sudamericana de Rugby) cyklicznie od 2006 roku mający na celu wyłonienie najlepszej męskiej reprezentacji narodowej w strefie CONSUR. W imprezie mogą brać udział wyłącznie reprezentacje państw, których krajowe związki rugby są oficjalnymi członkami CONSUR.

## Zwycięzcy
| Edycja | Miejsce             | Zwycięzca | Źródło |
| ------ | ------------------- | --------- | ------ |
| 2006   | Asunción            | Argentyna |        |
| 2007   | Viña del Mar        | Argentyna |        |
| 2008   | Punta del Este      | Argentyna |        |
| 2009   | São José dos Campos | Argentyna |        |
| 2010   | Mar del Plata       | Argentyna |        |
| 2011   | Bento Gonçalves     | Argentyna |        |
| 2012   | Rio de Janeiro      | Urugwaj   |        |
| 2013   | Rio de Janeiro      | Argentyna |        |
| 2014   | Santiago            | Argentyna |        |
| 2015   | Santa Fe            | Argentyna |        |
| 2019   | Santiago            | Argentyna |        |
| 2020   | Valparaíso          | Argentyna |        |
| 2021   | San José            | Urugwaj   |        |
| 2022   | San José            | Chile     |        |
| 2023   | Montevideo          | Urugwaj   |        |